# Тихомир Орешкович
Тихомир (Тім) Орешкович (хорв. Tihomir (Tim) Orešković, нар. 1 січня 1966, Загреб) — хорватський і канадський підприємець, 11-й прем'єр-міністр Хорватії з 22 січня по 19 жовтня 2016.

## Кар'єра
До вступу на посаду прем'єр-міністра обіймав посаду генерального директора і голови Наглядової ради хорватської фармацевтичної фірми «Пліва», начальника управління фінансовою діяльністю в Європі американо-ізраїльської фармацевтичної фірми Teva Pharmaceutical Industries та фінансового директора міжнародної торгівлі дженериками Teva. Це перший хорватський прем'єр-міністр, який є незалежним політиком.
Унаслідок малоуспішних парламентських виборів 8 листопада 2015 року і подальших неминучих переговорів тривалістю в 76 днів Орешкович був названий 23 грудня 2015 як компромісний, безпартійний кандидат Патріотичної коаліції та «Мосту незалежних списків». Того самого дня його офіційно призначила прем'єр-міністром президент Колінда Грабар-Кітарович. 22 січня 2016 Орешкович вступив на посаду і сформував 13-й уряд Хорватії з 2 заступників прем'єр-міністра (Томіслава Карамарка і Божо Петрова) та 20 міністрів. Його кабінет було затверджено голосами 83 із 151 депутата хорватського парламенту.